# Isoetes brevicula
Isoetes brevicula är en kärlväxtart som beskrevs av E.R.L.Johnson. Isoetes brevicula ingår i släktet braxengräs, och familjen Isoetaceae. Inga underarter finns listade i Catalogue of Life.